# Jardines de la Reina
Jardines de la Reina (o Jardinillos de la Reina) és un arxipèlag del mar Carib davant la costa sud-est de Cuba, repartit entre les províncies de Camagüey i Ciego de Ávila, situat entre el golf d'Ana María al nord-oest, el golf de Guacanayabo al sud i el canal de Caballones a l'oest.
Va ser anomenat així per Cristòfor Colom en honor de la reina Isabel de Castella. Actualment, sota la forma de parc nacional, és una de les àrees protegides més grans de Cuba, amb una extensió de 2.170 km².

## Illes
Inclou més de 600 cais, entre els quals destaquen:
- Caguamas
- Cayos Cinco Balas
- Cayo de las Doce Leguas
- Cayo Anclitas
- Cayo Algodón Grande
- Cayos Pingues
- Cayo Granada